# Округ Френклин (Мејн)
Округ Френклин (енгл. Franklin County) је округ у америчкој савезној држави Мејн.

## Демографија
По попису из 2010. године број становника је 30.768, што је 1.301 (4,4%) становника више него 2000. године.
| Група             | 2000.          | 2010.          |
| Белци             | 28.750 (97,6%) | 29.731 (96,6%) |
| Афроамериканци    | 72 (0,2%)      | 71 (0,2%)      |
| Азијати           | 126 (0,4%)     | 132 (0,4%)     |
| Хиспаноамериканци | 159 (0,5%)     | 315 (1,0%)     |
| Укупно            | 29.467         | 30.768         |